# Kreis Meiningen
De Kreis Meiningen was een kreis in het zuidwesten van de Duitse Democratische Republiek. De kreis bestond tussen 1952 en 1994 en maakte deel uit van de Bezirk Suhl en aansluitend van het land Thüringen na de Duitse hereniging. Kreisstadt was Meiningen.

## Geschiedenis
In de 19e eeuw werd het Hertogdom Saksen-Meiningen in vier landkreise verdeeld en ontstond zo de Landkreis Meiningen met Meiningen als kreisstad. Op 25 juli 1952 vond er in de DDR een omvangrijke herindeling plaats, waarbij onder andere de deelstaten werden opgeheven en nieuwe Bezirke werden gevormd. De Kreis Meiningen ontstond daarbij uit de Landkreis Meiningen, nadat in 1950 al de Kreis Bad Salzungen was afgesplitst en werd onderdeel van de Bezirk Suhl.
Op 17 mei 1990 werd de kreis in Landkreis Meiningen hernoemd. Bij de Duitse hereniging later dat jaar werd de landkreis onderdeel van het nieuw gevormde Land Thüringen. Vier jaar later, op 1 juli 1994, vond er een herindeling in Thüringen plaats, waarbij de Landkreis werd samengevoegd met Schmalkalden en enkele delen van Suhl tot de Landkreis Schmalkalden-Meiningen. Meiningen bleef daarbij de bestuurszetel.